# Nhạc Tây
Nhạc Tây (chữ Hán giản thể: 岳西县, âm Hán Việt: Nhạc Tây huyện) là một huyện của địa cấp thị An Khánh, tỉnh An Huy, Cộng hòa Nhân dân Trung Hoa. Huyện này có diện tích 2398 km², dân số 400.000 người, mã số bưu chính 246600, huyện lỵ đóng tại trấn Thiên Đường. Về mặt hành chính, huyện Nhạc Tây được chia thành 13 trấn và 11 hương. 
- Trấn: Thiên Đường, Điếm Tiền, Lai Bảng, Xương Bồ, Đầu Hà, Bạch Mạo, Ôn Tuyền, Hưởng Tràng, Hà Đồ, Ngũ Hà, Chủ Bộ, Dã Khê, Hoàng Vĩ.
- Hương: Liên Vân, Thanh Thiên, Bao Gia, Cổ Phường, Điền Đầu, Trung Quan, Thạch Quan, Diêu Hà, Hòa Bình, Nguy Lĩnh, Mao Tiêm San.